# Покровський Яр
Покро́вський Яр (рос. Покровский Яр) — селище у складі Тегульдетського району Томської області, Росія. Входить до складу Тегульдетського сільського поселення.

## Населення
Населення — 63 особи (2010; 101 у 2002).
Національний склад (станом на 2002 рік):
- росіяни — 99 %